# Portugese gitaar

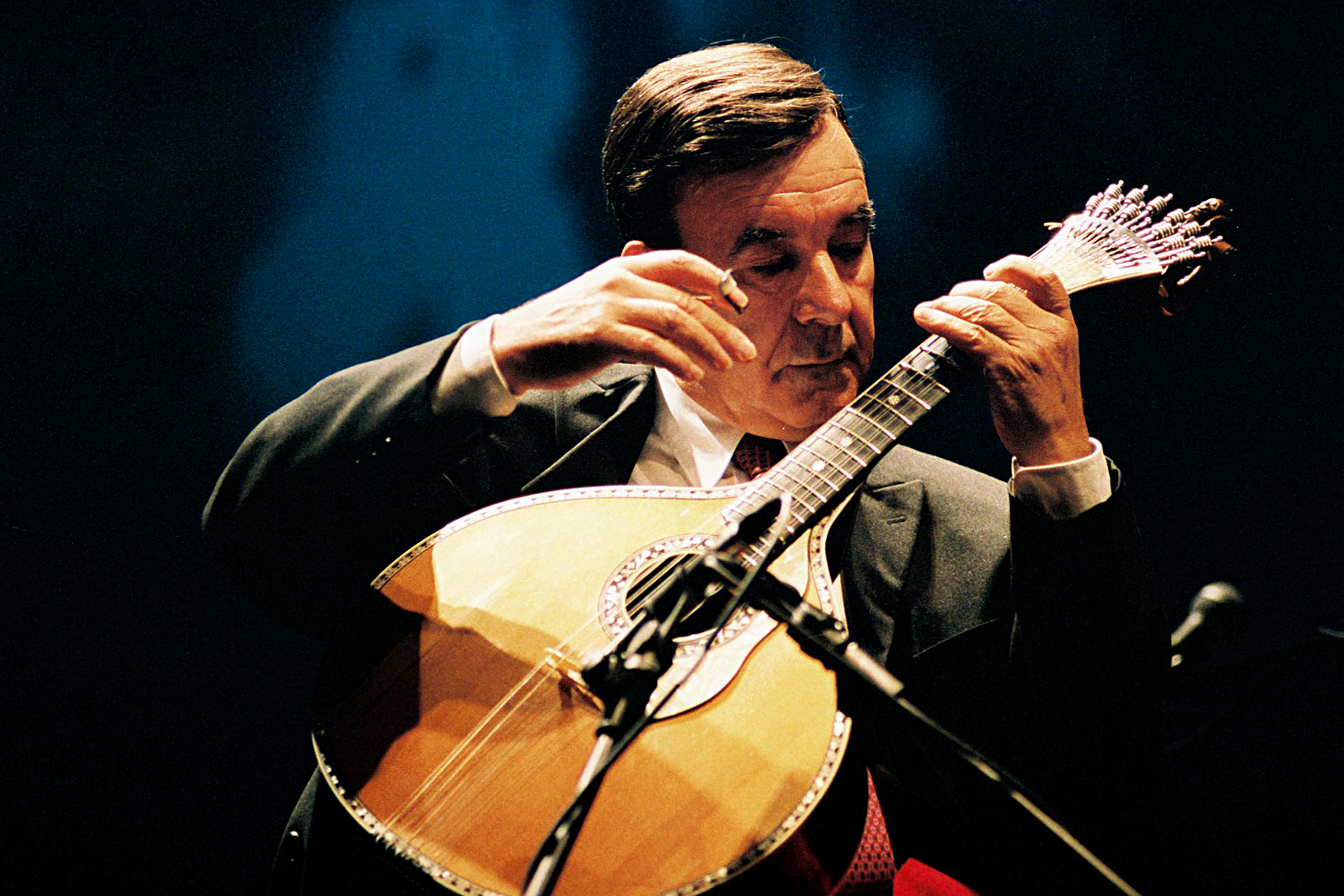
Antonio Chainho bespeelt de guitarra

De Portugese gitaar, plaatselijk ook guitarra of guitarra portuguesa genoemd, is een dubbelkorig snaarinstrument dat hoofdzakelijk wordt gebruikt in fadomuziek. Meestal doet het hier dienst als begeleidingsinstrument, soms wordt het solistisch bespeeld. Bijzonder aan het instrument zijn de stemmechanieken, de zo genoemde Portugese pauwen mechanieken of Preston-tuners worden gebruikt.
Het heeft een peervormige houten klankkast en twaalf stalen snaren. Het is vooral een instrument uit het stedelijk leven, met als belangrijkste centra Lissabon en Coimbra.

## Indeling
De Portugese gitaar is een tokkelinstrument uit de familie van de luitachtigen: de klankkast en de hals liggen in elkaars verlengde, de snaren lopen in de lange lijn van het instrument.

## Herkomst
De Portugese gitaar is een afgeleide van de Engelse gitaar. Instrumentbouwers in Portugal hielden zich vooral bezig met het bouwen van cistres en luiten. Deze instrumenten werden echter steeds minder gebruikt omdat bespelers overstapten op (geïmporteerde) Engelse gitaren die een muzikaal groter speelbereik hadden. De instrumentbouwers gingen zelf Engelse gitaren bouwen en gebruikten daar hun kunde en vaardigheid die ze hadden opgedaan met de bouw van luiten en cistres. Deze vaardigheid zorgde ervoor dat het instrument van een kopie evolueerde in het instrument dat we nu kennen als de Portugese gitaar.

## Bespeling
De guitarra heeft 12 stalen snaren, die in 6 koren paren gestemd zijn. Bij de drie laagste paren is de onderste snaar van de twee altijd een octaaf hoger gestemd dan de andere (vergelijk standaard stemmingen 9- of 12 snarige gitaar).
Werd het instrument vroeger met de vingernagels bespeeld, tegenwoordig gebruikt men vingerplectra die om de vingertoppen worden geschoven. In het Portugees heten deze unhas ("nagels").
Er zijn twee speeltechnieken:
- dedilho - de snaren worden een voor een aangeraakt (arpeggio)
- figeta - de duim en de wijsvinger worden om beurten gebruikt.[3]

## Typen en modellen
De huidige Portugese gitaar is grofweg in te delen in twee typen: de guitarra uit Coimbra en die uit Lissabon.
- De guitarra uit Lissabon heeft een mensuur van 440 mm. De hals eindigt in een krul. Het geluid van deze guitarra is helder. De stemming is d-a-b-e-a-b.

- De guitarra uit Coimbra heeft een mensuur van 470 mm,[bron?] een grotere klankkast en een iets bredere hals die eindigt in de bekende druppelvorm. Deze druppel wordt geassocieerd met een melancholische traan in de fado. Deze guitarra is een secunde lager gestemd: c-g-a-d-g-a. Het geluid van deze guitarra is ronder en voller.

Guitarra-spelers brengen variaties aan in het model. Sommigen zetten een rozet in de klankkast, anderen laten de klankkast aan de achterzijde open. 
Dit laatste lijkt een mode onder spelers die veel op concertpodia staan. In plaats van aan de voorzijde wordt de microfoon via de open achterkant in de klankkast gehouden.